# Atletica leggera agli XI Giochi panafricani - 100 metri piani maschili
La specialità dei 100 metri piani maschili agli XI Giochi panafricani si è svolta il 13 e 14 settembre 2015 allo Stade Municipal de Kintélé di Brazzaville, nella Repubblica del Congo.

## Podio
| Oro     | Ben Youssef Meïté Costa d'Avorio  |
| Argento | Ogho-Oghene Egwero Nigeria        |
| Bronzo  | Hua Wilfried Koffi Costa d'Avorio |

## Risultati

### Batterie
Qualificazione: i primi 3 di ogni batteria (Q) e i 6 migliori tempi degli esclusi (q) si qualificano in semifinale.
Vento:
Gruppo 1: +0.4 m/s, Gruppo 2: -0.8 m/s, Gruppo 3: +0.2 m/s, Gruppo 4: -0.3 m/s, Gruppo 5: 0.0 m/s, Gruppo 6: +0.9 m/s
| Class | Gruppo | Atleta                   | Nazione             | Tempo | Note                                     |
| ----- | ------ | ------------------------ | ------------------- | ----- | ---------------------------------------- |
| 1     | 5      | Ben Youssef Meïté        | Costa d'Avorio      | 10.21 | Q                                        |
| 2     | 4      | Ogho-Oghene Egwero       | Nigeria             | 10.25 | Q                                        |
| 3     | 3      | Seye Ogunlewe            | Nigeria             | 10.31 | Q                                        |
| 3     | 6      | Brian Kasinda            | Zambia              | 10.31 | Q                                        |
| 5     | 5      | Nicholas Imhoaperamhe    | Nigeria             | 10.32 | Q                                        |
| 6     | 1      | Anaso Jobodwana          | Sudafrica           | 10.35 | Q                                        |
| 6     | 3      | Sydney Siame             | Zambia              | 10.35 | Q                                        |
| 6     | 5      | Dantago Gurirab          | Namibia             | 10.35 | Q,                                       |
| 9     | 2      | Hua Wilfried Koffi       | Costa d'Avorio      | 10.38 | Q                                        |
| 10    | 1      | Mosito Lehata            | Lesotho             | 10.41 | Q                                        |
| 10    | 4      | Roscoe Engel             | Sudafrica           | 10.41 | Q                                        |
| 12    | 3      | Hitjivirue Kaanjuka      | Namibia             | 10.42 | Q                                        |
| 13    | 3      | Idrissa Adam             | Camerun             | 10.45 | q                                        |
| 14    | 1      | Jesse Urikhob            | Namibia             | 10.46 | Q                                        |
| 15    | 2      | Gérard Kobéané           | Burkina Faso        | 10.47 | Q                                        |
| 16    | 4      | Sibusiso Matsenjwa       | eSwatini            | 10.48 | Q                                        |
| 17    | 1      | Arthur Gué Cissé         | Costa d'Avorio      | 10.53 | q                                        |
| 18    | 2      | Yateya Kambepera         | Botswana            | 10.56 | Q                                        |
| 18    | 2      | Jammeh Adama             | Gambia              | 10.56 | q                                        |
| 18    | 4      | Mark Otieno              | Kenya               | 10.56 | q                                        |
| 21    | 4      | Titus Kafunda            | Zambia              | 10.58 | q                                        |
| 22    | 4      | Francis Zimwara          | Zimbabwe            | 10.58 | q                                        |
| 23    | 5      | Ebrima Camara            | Gambia              | 10.60 | Miglior prestazione personale stagionale |
| 24    | 5      | Mlandvo Shongwe          | eSwatini            | 10.61 |                                          |
| 25    | 3      | Katim Touré              | Senegal             | 10.62 |                                          |
| 25    | 6      | Gilbert Otieno Osure     | Kenya               | 10.62 | Q                                        |
| 27    | 6      | Kenneth Chibwana         | Zimbabwe            | 10.63 | Q                                        |
| 28    | 5      | Dorian Celeste Keletela  | Rep. del Congo      | 10.68 |                                          |
| 29    | 6      | Ali Khamis Gulam         | Tanzania            | 10.72 |                                          |
| 29    | 4      | Yendoutien Tiebekabe     | Togo                | 10.72 |                                          |
| 31    | 4      | Fabrice Coiffic          | Mauritius           | 10.73 |                                          |
| 32    | 3      | Tony Chirchir            | Kenya               | 10.74 |                                          |
| 33    | 1      | Julien Miguel Meuniere   | Mauritius           | 10.76 |                                          |
| 34    | 2      | Moulaye Sonko            | Senegal             | 10.77 |                                          |
| 34    | 3      | Ishmail Kamara           | Sierra Leone        | 10.77 |                                          |
| 36    | 2      | Mahamat Goubaye Youssouf | Ciad                | 10.78 | Miglior prestazione personale stagionale |
| 37    | 5      | Sidiki Ouedraogo         | Burkina Faso        | 10.81 |                                          |
| 38    | 1      | Musa Isabirje            | Uganda              | 10.84 |                                          |
| 39    | 6      | Mohamed Lamine Dansoko   | Guinea              | 10.93 | Miglior prestazione personale stagionale |
| 40    | 6      | Jean Tarcisius Batambock | Camerun             | 10.96 |                                          |
| 41    | 1      | Hugues Tshiyinga Mafo    | RD del Congo        | 10.97 |                                          |
| 42    | 2      | Vivian Williams          | Sierra Leone        | 10.98 |                                          |
| 43    | 6      | Abdulsetar Kemal         | Etiopia             | 11.05 |                                          |
| 44    | 1      | Durel Effeind            | Rep. del Congo      | 11.17 |                                          |
| 44    | 2      | Florentin Pombo          | Rep. Centrafricana  | 11.17 |                                          |
| 46    | 1      | Jidou El Moctar          | Mauritania          | 11.23 |                                          |
| 47    | 2      | Samuel Angelico          | Eritrea             | 11.34 |                                          |
| 48    | 6      | Edmilson Lima            | São Tomé e Príncipe | 11.35 |                                          |
| 49    | 4      | Juan Carlos Eraul Loeri  | Guinea Equatoriale  | 11.78 |                                          |
| N.D.  | 3      | Henok Beranu             | Etiopia             | dq    | R162.8                                   |
| N.D.  | 3      | Jean Thierie Ferdinand   | Mauritius           | dq    | R162.8                                   |
| N.D.  | 5      | Kasongo Mpingo           | RD del Congo        | dq    | R162.8                                   |
| N.D.  | 5      | Moustapha Traoré         | Mali                | dns   |                                          |
| N.D.  | 6      | Leeroy Henriette         | Seychelles          | dns   |                                          |

### Semifinale
Qualificazione: i primi 2 di ogni semifinale (Q) e i due migliori tempi degli esclusi (q) si qualificano in finale.
Vento:
Gruppo 1: +0.3 m/s, Gruppo 2: +0.3 m/s, Gruppo 3: +0.3 m/s
| Class | Gruppo | Atleta                | Nazione        | Tempo | Note                                     |
| ----- | ------ | --------------------- | -------------- | ----- | ---------------------------------------- |
| 1     | 2      | Ogho-Oghene Egwero    | Nigeria        | 10.06 | Q                                        |
| 2     | 1      | Ben Youssef Meïté     | Costa d'Avorio | 10.12 | Q                                        |
| 3     | 2      | Hua Wilfried Koffi    | Costa d'Avorio | 10.14 | Q                                        |
| 4     | 3      | Brian Kasinda         | Zambia         | 10.29 | Q                                        |
| 5     | 3      | Roscoe Engel          | Sudafrica      | 10.32 | Q                                        |
| 6     | 3      | Seye Ogunlewe         | Nigeria        | 10.35 | q                                        |
| 7     | 3      | Mosito Lehata         | Lesotho        | 10.35 | q                                        |
| 8     | 1      | Nicholas Imhoaperamhe | Nigeria        | 10.39 | Q                                        |
| 9     | 1      | Dantago Gurirab       | Namibia        | 10.39 |                                          |
| 10    | 3      | Jammeh Adama          | Gambia         | 10.40 | Miglior prestazione personale stagionale |
| 11    | 2      | Mark Otieno           | Kenya          | 10.41 | Miglior prestazione personale stagionale |
| 12    | 2      | Gérard Kobéané        | Burkina Faso   | 10.44 |                                          |
| 13    | 3      | Sibusiso Matsenjwa    | eSwatini       | 10.46 |                                          |
| 14    | 1      | Titus Kafunda         | Zambia         | 10.49 |                                          |
| 14    | 3      | Jesse Urikhob         | Namibia        | 10.49 |                                          |
| 16    | 2      | Francis Zimwara       | Zimbabwe       | 10.50 |                                          |
| 17    | 1      | Gilbert Otieno Osure  | Kenya          | 10.54 |                                          |
| 18    | 3      | Arthur Gué Cissé      | Costa d'Avorio | 10.55 |                                          |
| 19    | 1      | Idrissa Adam          | Camerun        | 10.58 |                                          |
| 20    | 2      | Yateya Kambepera      | Botswana       | 10.64 |                                          |
| 21    | 1      | Kenneth Chibwana      | Zimbabwe       | 10.91 |                                          |
| N.D.  | 2      | Hitjivirue Kaanjuka   | Namibia        | dq    | R162.8                                   |
| N.D.  | 2      | Sydney Siame          | Zambia         | dq    | R162.8                                   |
| N.D.  | 1      | Anaso Jobodwana       | Sudafrica      | dns   |                                          |

### Finale
Vento: -2.1 m/s
| Class   | Corsia | Atleta                | Nazione        | Tempo | Note             |
| ------- | ------ | --------------------- | -------------- | ----- | ---------------- |
| Oro     | 4      | Ben Youssef Meïté     | Costa d'Avorio | 10.04 | Record nazionale |
| Argento | 6      | Ogho-Oghene Egwero    | Nigeria        | 10.17 |                  |
| Bronzo  | 5      | Hua Wilfried Koffi    | Costa d'Avorio | 10.23 |                  |
| 4       | 8      | Roscoe Engel          | Sudafrica      | 10.45 |                  |
| 5       | 3      | Seye Ogunlewe         | Nigeria        | 10.45 |                  |
| 6       | 7      | Brian Kasinda         | Zambia         | 10.47 |                  |
| 7       | 9      | Nicholas Imhoaperamhe | Nigeria        | 10.52 |                  |
| 8       | 2      | Mosito Lehata         | Lesotho        | 10.56 |                  |